# Kingston (North Dorset)
Kingston – przysiółek w Anglii, w hrabstwie Dorset, w dystrykcie (unitary authority) Dorset. Leży 20,7 km od miasta Dorchester, 38,5 km od miasta Bournemouth i 173,4 km od Londynu. W 2015 miejscowość liczyła 661 mieszkańców.